# Dinophycidae
Dinophycidae es una subclase de organismos unicelulares de la superclase Dinoflagellata, clase Dinophyceae, con dos flagelos heterocontos en el sulco y el cíngulo, algunos son desnudos, otros con placas tecales.
- Orden Gymnodiniales
- Orden Dinophysales
- Orden Peridiniales
- Orden Rhizodiniales
- Orden Dinococcales
- Orden Dinocapsales
- Orden Dinotricales
- Orden Blastodiniales